# Cupido endymion
Cupido endymion är en fjärilsart som beskrevs av Ignaz Schiffermüller 1776. Cupido endymion ingår i släktet Cupido och familjen juvelvingar. Inga underarter finns listade i Catalogue of Life.